# Денієл Дерс
Денієл Дерс (ісп. Daniel Dhers, нар. 25 березня 1985) — венесуельський велогонщик, срібний призер Олімпійських ігор 2020 року. 

## Виступи на Олімпіадах
| Олімпіада  | Дисципліна   | Місце |
| ---------- | ------------ | ----- |
| Токіо 2020 | BMX-фрістайл | 2     |